# VDI 3413
Die Richtlinie VDI 3413 des Vereins Deutscher Ingenieure (VDI) gibt einen Überblick über das Bandschleifen von Holz und Holzwerkstoffen. Sie ist Bestandteil des VDI-Handbuchs Produktionstechnik und Fertigungsverfahren und wird vom VDI-Fachbereich Produktionstechnik und Fertigungsverfahren herausgegeben.

## Anwendungsbereich
Dabei werden Verfahren und Werkzeuge beschrieben und die aktuelle Technologie des Schleifens in der Holzbearbeitung an Anwendungsbeispielen dargestellt. Der Schwerpunkt liegt auf der erzeugten Oberflächenqualität der bearbeiteten Holz- und Holzwerkstoffoberflächen.
Die VDI 3413 richtet sich an Betriebsingenieure, Holztechniker und Maschinenbediener und soll diese in der Arbeitsplanung sowie bei der praktischen Auslegung von Bandschleifprozessen unterstützen. Hilfreich sollten die in Bild und Beschreibung dargestellten Schleiffehler und Hinweise zu deren Vermeidung sein.
Die deutsche und die korrespondierende englische Fassung beinhalten ein Fachglossar der beiden wichtigsten Technologiesprachen. Die deutschsprachige Version der Richtlinie ist verbindlich.